# Victorious (Schiff, 1941)
HMS Victorious (R38) war der zweite Flugzeugträger der Illustrious-Klasse der Royal Navy, der im Rahmen des Flottenbauprogramms 1936 bestellt wurde. Sie wurde 1937 bei der Vickers-Armstrong-Werft in Newcastle upon Tyne auf Kiel gelegt und lief 1939 zwei Wochen nach Beginn des Zweiten Weltkriegs vom Stapel.
Der Flugzeugträger wurde für seine Einsätze im Zweiten Weltkrieg mit den Battle Honours Bismarck Action 1941, Norway 1941–42, Arctic 1941–42, Malta Convoys 1942, Biscay 1942, Sabang 1944, Palembang 1945, Okinawa 1945 und Japan 1945 ausgezeichnet. Im Gegensatz zu den Schwesterschiffen wurde Victorious im Krieg nie schwer beschädigt.
1950 bis 1958 erfolgte ein Totalumbau der Victorious. Es wurde der Rumpf in allen Dimensionen vergrößert sowie eine neue Antriebsanlage und neue Aufzüge installiert. Das umgebaute Flugdeck war als Winkeldeck ausgeführt und erhielt zwei Dampfkatapulte. Auch die Bewaffnung und die elektrische Anlage wurden erneuert. Der modernisierte Träger konnte Düsenmaschinen einsetzen und blieb bis 1967 im Dienst.

## Jagd auf dieBismarck

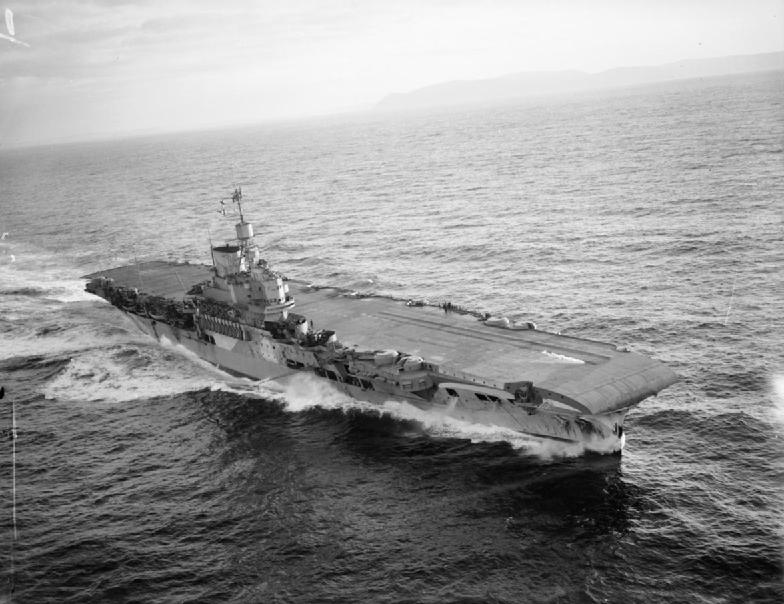
Victorious 1941

Die gerade erst in Dienst gestellte Victorious wurde bis 1941 nur zu Geleitzugeinsätzen in der Atlantikschlacht eingesetzt. 1941 begann mit der Jagd auf das Schlachtschiff Bismarck im Nordatlantik ihr erster Kampfeinsatz. Das Schiff war darauf jedoch keineswegs vorbereitet, da es eigentlich nur als Eskortschiff für den Geleitzug WS-8B in den Nahen Osten eingeteilt war. So war nur ein Viertel der Sollstärke an Flugzeugen an Bord. Zusammen mit der King George V, dem Schlachtkreuzer Repulse und vier Leichten Kreuzern jagte sie jedoch nun die Bismarck. Am 24. Mai 1941 starteten vom Deck der Victorious neun ihrer Torpedobomber vom Typ Fairey Swordfish und zwei Fairey-Fulmar-Jagdflugzeuge. Die Swordfish unter dem Kommando von Eugene Esmonde konnten unter heftigem Luftabwehrfeuer der Bismarck nur einen Treffer landen, der jedoch keine Wirkung zeigte. Dabei wurde keine der Maschinen der Victorious abgeschossen, die beiden Jagdflugzeuge mussten jedoch aufgrund Treibstoffmangels notwassern. Der Kontakt mit dem Schlachtschiff ging nach dem Angriff verloren, die Victorious nahm nun nicht weiter an der Jagd teil. Erst eine Swordfish-Maschine der Ark Royal konnte später den verhängnisvollen Treffer in die Ruderanlage der Bismarck erzielen. Esmonde erhielt den DSO (Distinguished Service Order) für diese Mission.

## Konvois

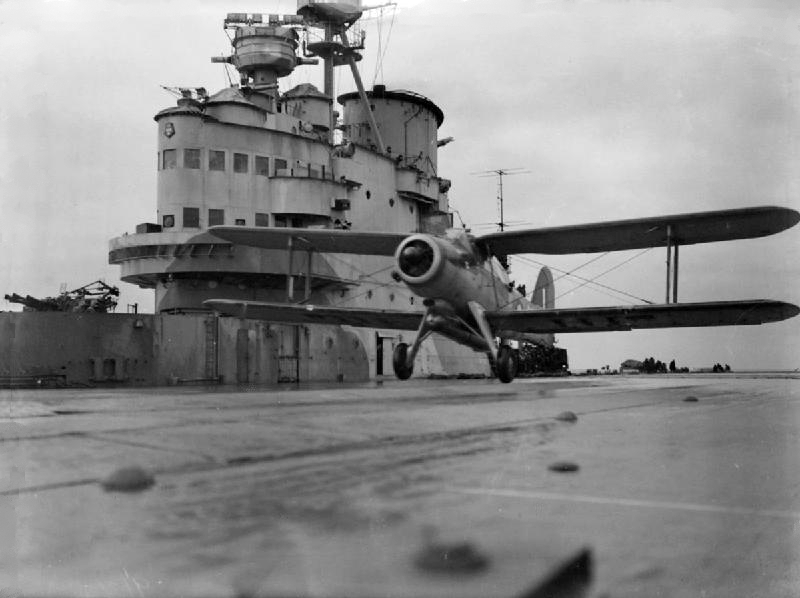
Eine Fairey Albacore startet während der Operationen im Nordatlantik

Nachdem man Flugzeuge in das belagerte Malta transportiert hatte, lief der Flugzeugträger zurück nach Scapa Flow. Er nahm darauf an einigen Angriffen auf Norwegen teil und eskortierte Nordmeergeleitzüge auf der beschwerlichen Route durch die Arktis in die Sowjetunion. Am 9. März 1942 flogen Flugzeuge der Victorious einen Angriff auf das Schwesterschiff der Bismarck, die Tirpitz, das dabei allerdings nicht beschädigt wurde.
Im Frühjahr/Sommer 1942 gehörte sie zur Fernsicherung der Geleitzüge PQ-15, PQ-16 und PQ-17. Weil aufgrund des Vorstoßes schwerer deutscher Überwassereinheiten (Unternehmen Rösselsprung) dessen Auflösung befohlen wurde, erreichten von den 36 Schiffen des Geleitzugs nur 12 das Ziel Murmansk. Die Route wurde vorerst aufgegeben.
Danach nahm das Schiff an der Operation Pedestal teil, welche der Entlastung Maltas dienen sollte und am 10. August 1942 begann: Zusammen mit den Schlachtschiffen Rodney und Nelson, den Flugzeugträgern Eagle, Indomitable, Furious, den Kreuzern Cairo, Charybdis, Kenya, Manchester, Nigeria, Phoebe und Sirius, 33 Zerstören als Deckung für 14 Frachtschiffe wollte man Versorgungsgüter auf die belagerte Insel schaffen. Der Furious gelang es am 11. August 1942, ihre Supermarine-Spitfire-Flugzeuge auf die Insel zu verbringen, so dass deren Luftverteidigung verstärkt werden konnte.
Am selben Tag wurde die durch einen Schaden am Rumpf strukturell geschwächte Eagle dabei von U 73 torpediert und versenkt, die Victorious selbst durch einen Luftangriff leicht beschädigt. Am nächsten Tag musste die Indomitable aufgrund schwerer Schäden durch einen Luftangriff nach Gibraltar zurückkehren. Am späten Abend desselben Tages wurden der Kreuzer Cairo und zwei Transportschiffe versenkt, während die Kreuzer Kenya und Nigeria und der legendäre Tanker Ohio schwer beschädigt wurden.
Am 13. August 1942, wurde der Kreuzer Manchester durch ein italienisches Schnellboot so schwer getroffen, dass er sank, das gleiche Schicksal ereilte vier weitere Handelsschiffe. Die Ohio wurde wiederum durch Stuka beschädigt, eines stürzte gar auf das Deck des Schiffs, doch versenkt werden konnte es nicht. Am Ende des Tages waren von den 14 Handelsschiffen nur noch fünf übrig. Drei dieser Schiffe erreichten am späten Abend unter dem Jubel der Besatzung und Bevölkerung der belagerten Insel einen Hafen in Malta, die Frachtschiffe Melbourne Star, Port Chalmers und Rochester Castle. Das vierte erreichte am nächsten Tag einen Hafen; dem schwer angeschlagenen Tanker Ohio, gelang es, vertäut an zwei Zerstörer am 15. August den Grand Harbour Maltas zu erreichen. Der Treibstoff von der Ohio sowie die Versorgungsgüter der vier schwer beschädigten Handelsschiffe waren entscheidend für die weitere Verteidigung Maltas. Mit dem Verlust von einem Flugzeugträger, zwei Kreuzern, einem Zerstörer und neun Frachtschiffen bezahlten die Alliierten allerdings einen hohen Preis.

## Operation Torch
Im November 1942 nahm die von der Mittelmeerflotte abgestellte Victorious an Landeoperationen in Nordafrika teil. Insgesamt waren an der Operation Torch 196 Schiffe der Royal Navy und 105 der United States Navy beteiligt. Es konnten insgesamt 107.000 alliierte Soldaten in Afrika angelandet werden.

## Erster Pazifikeinsatz

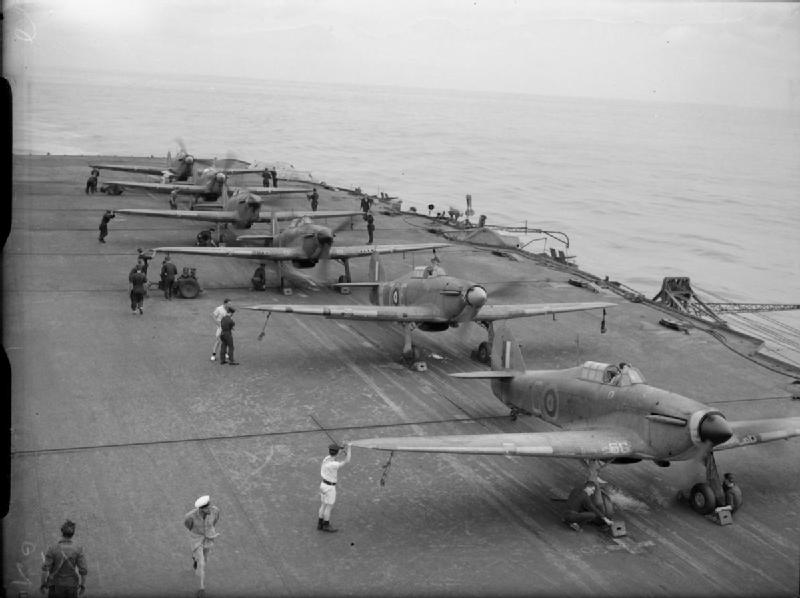
Sechs Hawker Sea Hurricanes auf dem Flugdeck

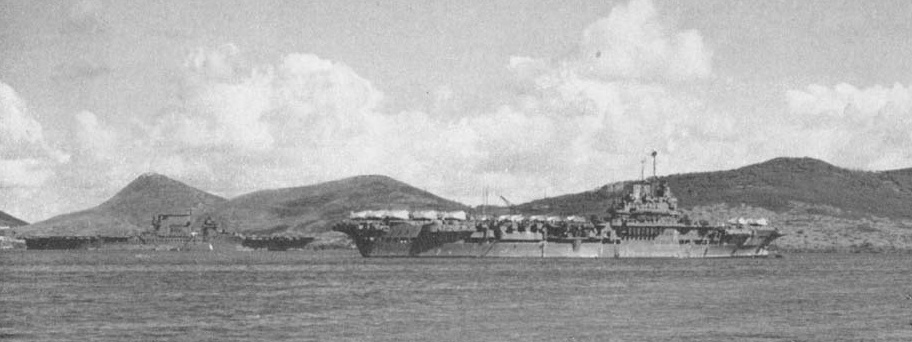
Victorious und Saratoga 1943 in Nouméa

Nach einer Aufrüstung in den Vereinigten Staaten in der Norfolk Navy-Werft im Winter 1942/43, lief der Flugzeugträger durch den Panamakanal, um mit den amerikanischen Einheiten am Pazifikkrieg teilzunehmen. Der Codename des Trägers war „USS Robin“, nach „Robin Hood“, da der US Navy zeitweilig kaum Träger zur Verfügung standen. Im April 1943 schloss sich die Victorious in Pearl Harbor der Flotte der Saratoga an, die zu diesem Zeitpunkt der einzige einsatzbereite amerikanische Träger im Pazifik war. Anfangs griff man die Salomonen an, von Mai bis Juni 1943 deckten beide Schiffe die Invasionen von Bougainville, Munda, und New Georgia. Noch 1943 kehrte die Victorious zurück nach Großbritannien zur Marinebasis Scapa Flow. Die amerikanische Aufrüstung des Trägers beinhaltete auch typisch amerikanische Einrichtungen wie Soda- und Eiscrememaschinen, die für Gelächter bei der übernehmenden britischen Besatzung sorgten.

## Angriff auf dieTirpitz
Am 2. April 1944, nahm das Schiff zusammen mit den Schlachtschiffen Anson und Duke of York, den Geleitträgern Emperor, Fencer, Furious, Pursuer, Searcher, und einer ganzen Reihe von Kreuzern und Zerstören an einem Angriff auf die Tirpitz teil. 20 Fairey Barracuda konnten in zwei Wellen das deutsche Schlachtschiff 14 Mal durch Treffer beschädigen. Das Schiff war so drei Monate lang nicht einsatzfähig. Von Bord der Victorious wurde dabei erstmals die später sehr erfolgreiche F4U Corsair von einem Träger der Royal Navy in einem Kampf eingesetzt.

## Zweiter Pazifikeinsatz
Im Juni 1944 wurde das Schiff der „British Eastern Fleet“ in Trincomalee zugewiesen. Im Juli 1944 startete die Victorious zusammen mit der Illustrious einen Luftschlag gegen Palembang; am 25. Juli, zusammen mit der Indomitable einen Luftschlag gegen die Andamanen. In den nächsten acht Monaten führte man zusammen mit den Flugzeugträgern Formidable, Illustrious, Implacable, Indomitable und Indefatigable, sowie den Schlachtschiffen Howe und King George V, eskortiert von sechs Kreuzern und zwölf Zerstörern eine Reihe Luftangriffe gegen japanische Einrichtungen in Indonesien durch.
Im April 1945 waren die Victorious, Illustrious, Indefatigable und Indomitable, zusammen mit der US 5th Fleet an Luftangriffen gegen Okinawa beteiligt. Dort wurde sie zweimal von Kamikazejägern getroffen, erlitt jedoch aufgrund des gepanzerten Decks keine schweren Schäden, anders als amerikanische Träger, deren Decks mit Holz verkleidet waren.
Im Juli lokalisierten und beschädigten Flugzeuge der No. 849 Squadron der Victorious den japanischen Flugzeugträger Kaiyō in der Beppu-Bucht, Kyūshū so schwer, dass dieser nicht mehr eingesetzt werden konnte.

## Nachkriegszeit

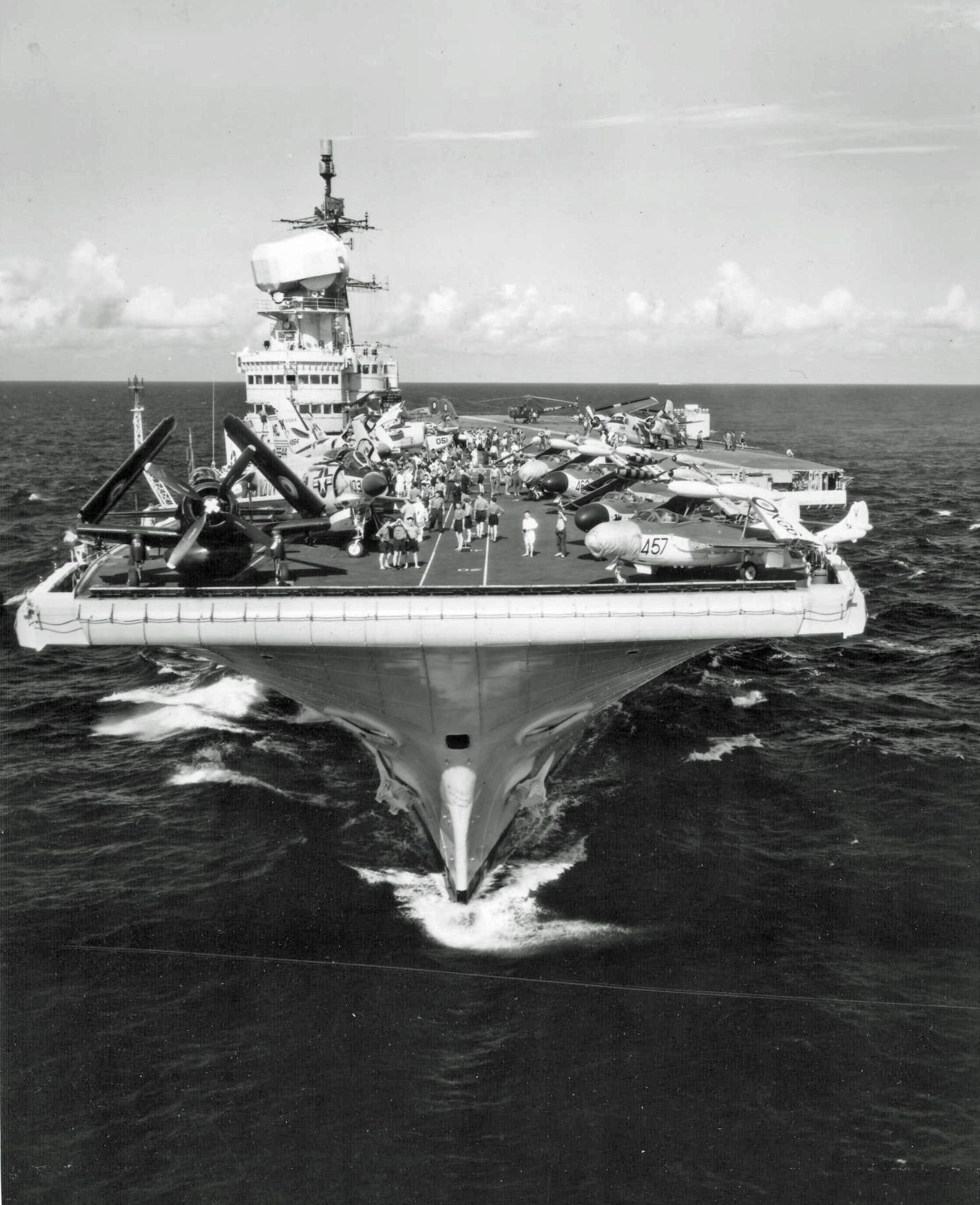
Victorious nach ihrem Umbau 1959

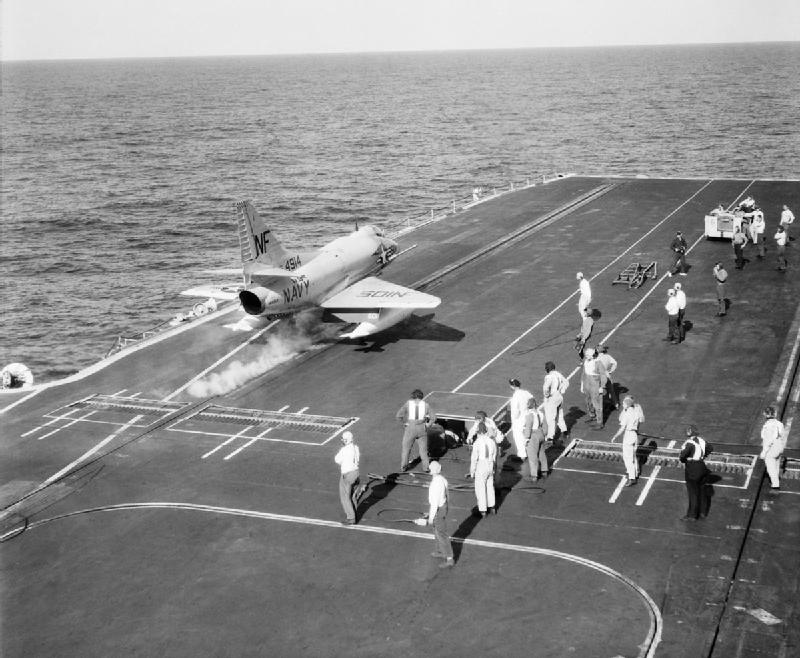
Katapultstart einer Douglas A4D-2 Skyhawk vom Flugdeck

Gleich nach dem Krieg begann der Flugzeugträger mit der Rückführung von Kriegsgefangenen in ihre Heimatländer, darunter auch ein Auftrag, australische Frauen von britischen Soldaten, die diese im Krieg kennengelernt hatten, nach Großbritannien zu transportieren, die Hangars und die Schächte der Flugzeugaufzüge wurden dabei teilweise zu Unterkünften umgebaut. Später diente das Schiff der Erprobung der Hawker Sea Fury. Im Oktober 1947 wurde es zu einem Trainingsschiff mit drei Vorlesungssälen und 12 Klassenräumen im Hangar umgebaut und diente bis März 1950 als Schulschiff.
Im Oktober 1950 sorgte ein radikaler Umbau in Portsmouth für ein stark verändertes Erscheinungsbild und erhöhte Kapazität. Über die nächsten acht Jahre wurden immer wieder Nachrüstungen entsprechend dem neuen technischen Stand vorgenommen: Der Antrieb wurde mit Foster-Wheeler-Kesseln versehen, die Hangarhöhe vergrößert, die Bewaffnung um 3-inch-Geschütze (76,2 mm) erweitert, sowie ein gewinkeltes Flugdeck angebaut. 1958 schloss sich die Victorious der „Home Fleet“ an, dann für neun Jahre der British Eastern Fleet.
1958 kam es zu einem Unfall, als ein Haken ein landendes Flugzeug nicht richtig hielt, und es von der Plattform ins Meer stürzte. Der Pilot J. D. Russell ertrank in seinem Cockpit trotz des Rettungsversuchs durch einen Hubschrauber.
Die Laufbahn des Flugzeugträgers nahm 1968 ein vorzeitiges Ende, als während einer Nachrüstung ein eigentlich kleineres Feuer in der Bootsmannsmesse das Schiff leicht beschädigte. Aufgrund der pazifistischen Grundstimmung dieser Tage und eines verkleinerten Verteidigungsbudgets wurde die Entscheidung getroffen, die Schäden nicht zu beheben. Die Victorious wurde 1969 auf der Faslane Naval Base abgewrackt.